# Uňadovo
Uňadovo je přírodní rezervace v oblasti Poľana.
Nachází se v katastrálním území města Banská Bystrica v okrese Banská Bystrica v Banskobystrickém kraji. Území bylo vyhlášeno či novelizováno v roce 1988 na rozloze 3,5800 ha. Ochranné pásmo nebylo stanoveno.